# Carlos Moedas
Carlos Manuel Félix Moedas (* 10. srpna 1970, Beja, Portugalsko) je portugalský bankéř a politik, od 1. listopadu 2014 evropský komisař pro výzkum, vědu a inovace v Evropské komisi vedené Jean-Claude Junckerem.